# Şehzade Mehmed Burhaneddin

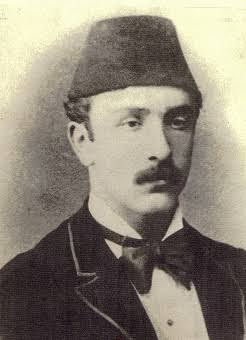
Şehzade Mehmed Burhaneddin

Şehzade Mehmed Burhaneddin (Turco: شاهزاده محمد برهان الدين أفندي) (Turco: Sehzade Mehmet Efendi Burjanedín, 22 de mayo de 1849-4 de noviembre de 1876) era hijo de Sultán Abdülmecid I del Imperio Otomano.
Mehmet Burhaneddin nació el 22 de mayo de 1849 en Estambul, y era hijo del sultán Abdul Mecid I y su decimonovena esposa de Nükhetsezâ Hanım. Era el hermano amado de Abdul Hamid II. Fue estudiante de composición de música occidental. También tocaba la flauta.
Estaba casado con Mestinyaz Hanimefendi y juntos tuvieron un hijo, Ibrahim Tevfik Effendi. Murió de tuberculosis el 4 de noviembre de 1876 en Estambul a la edad de 27 años. Está enterrado en la tumba de Abdul Mejid I.
Abdul Hamid II dio el nombre de su hermano a uno de sus hijos.